# Solly Shoke

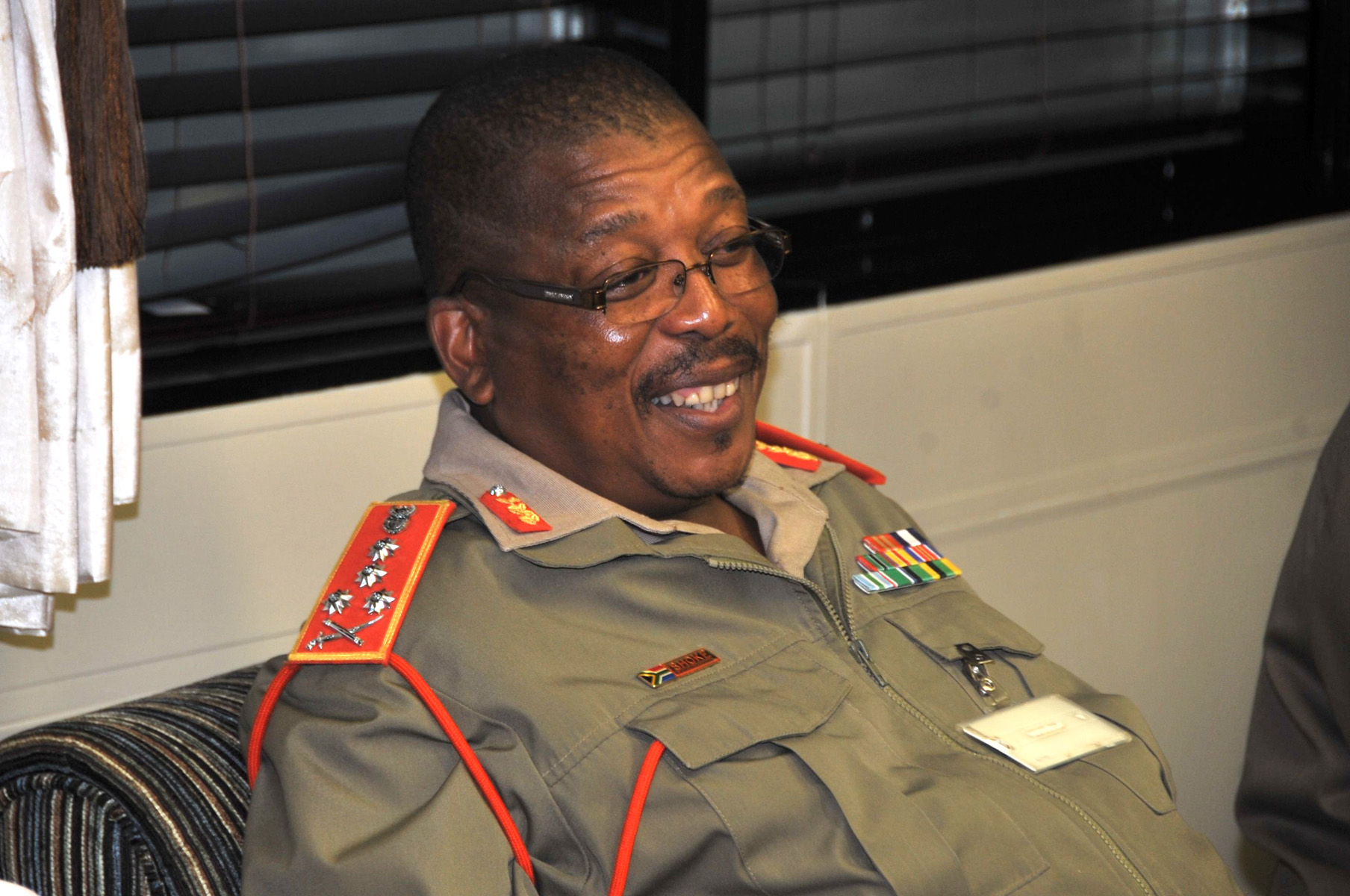
General Solly Shoke 2012

Solly Zacharia Shoke (* 15. August 1956 in Alexandra) ist ein südafrikanischer Antiapartheidskämpfer und Militärangehöriger. Seine frühe militärische Praxis begann als Feldkommandeur des oppositionellen Umkhonto we Sizwe (MK) und mit einer Kommandeursausbildung in der damaligen Sowjetunion. Seit 2011 bis Mai 2021 führte Shoke als Chef die südafrikanischen Streitkräfte (South African National Defence Force). Sein Amtsnachfolger ist Rudzani Maphwanya.

## Leben

### Ausbildung
Die Schulausbildung schloss Shoke an der Orlando High School in Soweto ab. Er absolvierte seine militärische Grundausbildung in Angola. Danach folgte ein Ausbildungskurs für Brigadekommandeure in der Sowjetunion. Am südafrikanischen Institute of People Management erwarb er ein Diplom in Personnel Management und beim privaten Bildungsträger Damelin das Diplom für Human Resource Management. Von der Witwatersrand-Universität erhielt er ein Zertifikat für Defence Management. In den Jahren 1993 und 1994 absolvierte Shoke in Simbabwe eine militärische Ausbildung für mittlere Führungskräfte. Zielstrebig ergänzte er 1995 bis 1996 seine militärische Entwicklung mit einem Kurs am South African Army College für Mitglieder des Oberkommandos und im Jahr 1998 an der gleichen Einrichtung mit einem Lehrgang für Funktionsinhaber der Armee mit übergreifenden Aufgaben, der höchsten militärischen Ausbildungsstufe in Südafrika.

### Tätigkeiten
Unter dem Eindruck der Unruhen im Jahr 1976 ging er zum MK und war dort bis 1980 im Transvaal Command zusammen mit Selaelo Ramusi, Siphiwe Nyanda und Ntsie Manye eingesetzt.
In den 1980er Jahren diente er als Feldkommandeur bei Aktivitäten des MK. Auf der Grundlage seiner Erfahrungen in diesen illegalen Tätigkeiten wurden ihm Führungsaufgaben im geheimen Kommando der Operation Vula übertragen. Später, zwischen 1985 und 1987, handelte er als Commander in der MK-Untergrundoperation Transvaal Machinery (Operation Cetshwayo), einem Sabotageprojekt mit dem Einsatz von Landminen in den nordöstlichen Grenzregionen Südafrikas zum Nachbarland Mosambik. Diese Aktivitäten verfolgten das Ziel, den damaligen Einheiten der SADF (South African Defence Force) technische und personelle Verluste zuzufügen. Zu diesem Zweck wurden Waffen und Soldaten aus Swasiland auf das Staatsgebiet von Südafrika infiltriert. Zu diesen Vorgängen wurde er im Jahr 2000 vom Amnestie-Komitee der Wahrheits- und Versöhnungskommission (TRC) befragt.
In der Übergangsphase am Ende der Apartheidspolitik wirkte Shoke als Mitglied der National Organising Department (deutsch etwa: Nationale Organisationsabteilung) des ANC, deren Aufgabe darin bestand, die Organisationsstrukturen im gesamten Land entsprechend der veränderten Lage neu zu ordnen. Im Jahr 1994 war er im Auftrag des ANC in Ausschüssen der Regierung an der Neustrukturierung der südafrikanischen Streitkräfte beteiligt. Als erste Funktion in den neu formierten Streitkräften war die Stelle des Direktors für Personalplanung. 1997 ernannte man ihn zum Direktor für Integration mit der Verantwortung, aus dem verbliebenen Personal des MK, der APLA (Azanian People’s Liberation Army) und der SADF die neuen südafrikanischen Streitkräfte SANDF (South African National Defence Force) zu bilden.
Im Jahr 1998 befehligte Shoke die South African Development Countries Forces während der Operation Boleas auf dem Territorium von Lesotho. Das war eine Militäraktion mit 700 Soldaten der südafrikanischen Landstreitkräfte einschließlich Luftunterstützung zusammen mit Militäreinheiten der Botswana Defence Force aus Botswana, die im Wesentlichen vom 22. September 1998 bis zum 2. November 1998 andauerte und wofür Südafrika etwa 24 Millionen Rand aufwenden musste. Die Intervention erfolgte auf Grund von politischen Unruhen, die nach vermeintlich gefälschten Wahlen eintraten.
Zwischen Januar 1999 und Oktober 2000 hatte er als Direktor für Personalgewinnung unmittelbaren Einfluss auf die künftige Personalstruktur der gesamten Streitkräfte. Im Jahr 2000 beförderte man Shoke zum Major General und übertrug ihm die Aufgaben des Direktors für Human Resources Support. Im Juni 2004 erfolgte eine weitere Beförderung zum Lieutenant General, in deren Folge Shoke am 1. August von Gilbert Ramano das Kommando der südafrikanischen Landstreitkräfte (South African Army) übernahm.
Im Jahr 2005 vertrat er öffentlich den Standpunkt, dass Südafrika ein stabiler Sicherheitsfaktor auf dem afrikanischen Kontinent sei und begründet dies mit der Politikstrategie New Partnership for Africa’s Development (NEPAD) seiner Regierung.

### SANDF-Führung
Der südafrikanische Präsident Jacob Zuma ernannte am 10. Mai 2011 Lieutenant General Solly Zacharia Shoke mit Wirkung vom 1. Juni 2011 zum Chef der südafrikanischen Streitkräfte. Er folgte in diesem Amt dem General Nhlanhla Ngwenya (Godfrey Ngwenya), der zum südafrikanischen Geschäftsträger in Angola berufen wurde. Zuvor war Shoke Befehlshaber der Teilstreitkräfte South African Army. Er spricht neun Sprachen.

## Zitat
„The SA Army needs the right people (recruits) who are young and mentally fit and willing to serve their country, and not those who are only looking for a job. (Die Südafrikanische Armee benötigt die richtigen Leute (Rekruten), welche jung und mental fit und bereit zum dienen für ihr Land sind, und nicht solche, welche nur auf der Suche nach einem Job sind.)“

## Kritik
Aus Kreisen der burischen Bevölkerung wurde seine Ernennung zum Chef der Streitkräfte kritisiert, indem man auf die Auseinandersetzungen mit Todesfolgen unter Vertretern und Sympathisanten der Inkatha Freedom Party durch den MK während der Operation Vula verwies.
Der parlamentarische Ausschuss, die Interim Defence Force Service Commission, kritisierte einen Mangel an Disziplin in den Truppen und deren schlechte Arbeitsbedingungen. Man verband dabei die Hoffnung, dass Shoke zur Lösung der Probleme maßgeblich beitragen könne.

## Familie
Shoke ist verheiratet und hat vier Kinder.